# Laurie Koehn
Laurie Michelle Koehn (Newton, 13 maggio 1982) è un'ex cestista e allenatrice di pallacanestro statunitense, professionista nella WNBA.

## Carriera
Con gli Stati Uniti ha disputato i Giochi panamericani di Santo Domingo 2003.

## Palmarès
- 2 volte migliore tiratrice da tre punti WNBA (2005, 2006)